# Primerjalna književnost (revija)
Revija Primerjalna književnost od leta 1978 izhaja dvakrat letno.

## Koncept
Izdaja jo Društvo za primerjalno književnost. Prvih dvajset letnikov je uredil Darko Dolinar, od leta 1998 do 2002 je bil glavni urednik Tomo Virk, leta 2003 pa je uredniško delo prevzela Darja Pavlič. Glavni in odgovorni urednik je Marijan Dović. Uredniški svet sestavljajo Marko Juvan, Alenka Koron, Dejan Kos, Vanesa Matajc, Darja Pavlič, Vid Snoj in Jola Škulj. 
Revija je osredotočena na raziskovanje zvez med slovensko in evropsko oz. svetovno literaturo, vprašanje o eksistenci, zgradbi in funkciji literarne umetnosti. Kritično obravnava smeri in njihovo vlogo na Slovenskem. Tako poleg znanstvene opravlja še širšo kulturno funkcijo. 

## Prva izdaja
Revija je glasilo za primerjalno književnost in literarno teorijo. Namenjena je raziskovanju zveze med slovensko literaturo in evropskimi literarnimi in umetnostnimi pojavi. Poleg razprav in člankov naj bi revija objavljala tudi bibliografske in dokumentarne prispevke. V prvi številki so svoje razprave objavili glavni predstavniki strok, Anton Ocvirk, Dušan Pirjevec in Janko Kos. 

## Vsebina
Objavlja razprave s področja primerjalne književnosti, literarne teorije, metodologije, estetike in drugih sorodnih področij. Prispevki so v slovenščini in drugih tujih jezikih. Z leti je revija postala obsežnejša, saj je namesto štirih v številki objavljeno po navadi osem člankov. Občasno pa poleg dveh rednih izdaj na leto izide tudi posebna, dvojezična številka, s čimer pa revija širi svojo mednarodno prepoznavnost. Najštevilnejše so razprave iz slovenske književnosti, primerjalne zgodovine, epistemologije in metodologije literarne vede. Članki v rubriki so manj pogosti. Od leta 2000 dalje je revija dostopna na spletu. Pogostejše so razprave, ki govorijo o slovenski književnosti kot pa tuji.